# Sölden
Sölden je austrijska općina u zapadnom dijelu doline Ötztal u kotaru Imst, Tirol.
Sölden je popularno skijalište. Prva utrka Svjetskog skijaškog kupa obično se odvija već krajem listopada. S više od dva milijuna noćenja godišnje i 15.000 kreveta Sölden je uz Beč i Salzburg treće najveće turističko središte i važno turističko područje, uglavnom za zimske sportove.

## Vanjske poveznice
- Soelden.com - službene turističke stranice
- Ski-Austria - Soelden Skiing